# 1968年グルノーブルオリンピック
1968年グルノーブルオリンピック（1968ねんグルノーブルオリンピック）は、1968年2月6日から2月18日までフランスのグルノーブルで行われた冬季オリンピック。グルノーブル1968（Grenoble 1968）と呼称される。記録映画の『白い恋人たち』（監督クロード・ルルーシュ、フランソワ・レシャンバック）でも知られている。また、初めてマスコットが登場したオリンピックでもあった。

## 大会開催までの経緯
グルノーブルの開催は、1964年1月28日にオーストリアのインスブルックで開催されたIOC総会で開催が決定された。ただし、1回目の投票で3都市が落選する異例の事態となった。また日本国内では札幌の他軽井沢・日光なども候補として上がっていた。
| 都市             | 国             | 1回目 | 2回目 | 3回目 |
| ---------------- | -------------- | ----- | ----- | ----- |
| グルノーブル     | フランス       | 15    | 18    | 27    |
| カルガリー       | カナダ         | 12    | 19    | 24    |
| ラハティ         | フィンランド   | 11    | 14    | -     |
| 札幌市           | 日本           | 6     | -     | -     |
| レークプラシッド | アメリカ合衆国 | 3     | -     | -     |
| オスロ           | ノルウェー     | 1     | -     | -     |

## 大会マスコット
シュス（デザイン:M.Lafargue）

## ハイライト

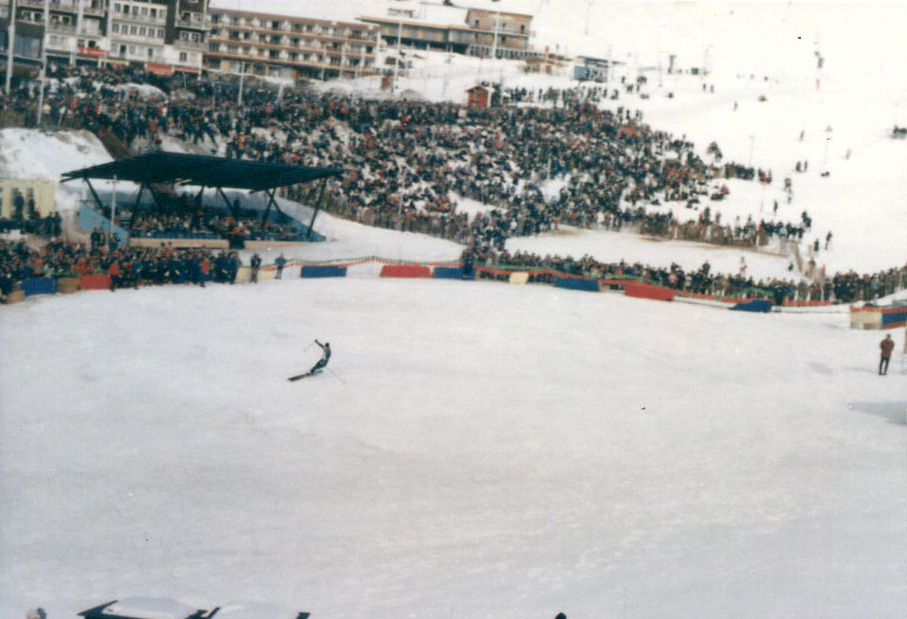
大回転でフィニッシュしたジャン＝クロード・キリー

- 次回の4年後に1972年札幌オリンピックの開催が決まっていた日本勢はこの大会に過去最高の62選手を送り込んだ。しかし、1月28日に男子スピードスケート500mで世界新記録を出したばかりの鈴木惠一も8位とメダルはおろか6位入賞すら果たせず、次回の開催に不安と課題を残す結果となってしまった。
- スキージャンプ90m級では藤沢隆が1本目2位に付けたが、2本目は失敗ジャンプでメダルを逃した（18位）。
- 男子アルペンスキーでは地元フランスのジャン＝クロード・キリーが滑降、大回転、回転の三冠を達成して大会のヒーローとなった。

## 実施競技
| - アイスホッケー - アルペンスキー - クロスカントリースキー - スキージャンプ - スピードスケート |  | - ノルディック複合 - バイアスロン - フィギュアスケート - ボブスレー - リュージュ |

## 競技会場
- スタッド・オランピック・ド・グルノーブル（開会式）
- シャンルッス（男子アルペンスキー）
- プランター・ムニシパレ（アイスホッケー）
- オトラン（クロスカントリー、バイアスロン、ノルディック複合、スキージャンプ（70m級））
- ピステ・デ・ボブスレー・リュージュ（ボブスレー、リュージュ）
- ルコワン・デ・シャンルッス（女子アルペンスキー）
- Saint-Nizier-du-Moucherotte（スキージャンプ（90m級））

## 各国の獲得メダル
| 順 | 国・地域           | 金 | 銀 | 銅 | 計 |
| -- | ------------------ | -- | -- | -- | -- |
| 1  | ノルウェー         | 6  | 6  | 2  | 14 |
| 2  | ソビエト連邦       | 5  | 5  | 3  | 13 |
| 3  | フランス（開催国） | 4  | 3  | 2  | 9  |
| 4  | イタリア           | 4  | 0  | 0  | 4  |
| 5  | オーストリア       | 3  | 4  | 4  | 11 |
| 6  | オランダ           | 3  | 3  | 3  | 9  |
| 7  | スウェーデン       | 3  | 2  | 3  | 8  |
| 8  | 西ドイツ           | 2  | 2  | 3  | 7  |
| 9  | アメリカ合衆国     | 1  | 5  | 1  | 7  |
| 10 | 東ドイツ           | 1  | 2  | 2  | 5  |
| 10 | フィンランド       | 1  | 2  | 2  | 5  |

## 大会終了後
日本では大会終了後の3月上旬よりフランス造幣局製造の大会記念銀メダルが2000個輸入され、直径5cmで銀50gの大が9000円、直径3.5cmで銀15gの小が4000円で発売された。